# Codo del Pozuzo
 Codo del Pozuzo es una localidad de la Provincia de Puerto Inca, ubicada en el Departamento de Huánuco, bajo la administración del Gobierno Regional de Huánuco, Perú. Es la ciudad capital del Distrito de Codo del Pozuzo.
Codo del Pozuzo, es una integración racial de europeos austro alemanes, etnia peruana cashivos y de distintas provincias del país. Distrito se ubica en la Selva Central y rápidamente progresa gracias a las personas, al gobierno local y al amplio territorio plano, lugar soñado por muchos. 
Tiene una influencia misteriosa, exótica y afrodisíaca, ofreciendo alternativas basadas en actividades de distracción como: caminatas, ciclismo, rafting, canotaje o piragüismo, viaje de aventuras en bote, observación de plantas y animales, y paseo a caballo.
La Selva Central sigue siendo mística y exótica, y durante siglos atrajo a exploradores, historiadores, científicos y aventureros aumentando las ansias por descubrir lo misterioso en sus entrañas.
Lo peculiar de su Geografía y la naturaleza entre bosques, valles, ríos y quebradas nos satisface y al contemplar ¡admiramos! la grandeza de la naturaleza, y sentimos ansias por proteger y conservar para legar a nuestras próximas generaciones.
La Municipalidad invita a recorrer la Web y también visitar Codo del Pozuzo.l

## Historia
Los primeros colonos austriacos y alemanes que poblaron Pozuzo, por referencias transmitidas por los misioneros que fundaron el primer Centro Misionero de Sarayacu y de las misiones que de allí partieron, tenían conocimiento que hacia el norte existían amplias tierras bajas habitadas por gentiles o tribus de Yaneshas. Históricamente se registra que en 1711 ingresa una expedición de misioneros al encuentro de estas tribus.
A partir de estas crónicas en la década de los sesenta un grupo de familias procedentes del Distrito de Pozuzo comprensión de la actual Provincia de Oxapampa - Departamento de Pasco, se trasladan al lugar denominado Santa Rosa, ubicado al norte de Pozuzo a una distancia de ocho horas de camino en busca de nuevas tierras para ganadería y la agricultura.
Después de haber permanecido cierto tiempo en esa zona, en el mes de marzo del año 1967, los hermanos Lázaro y Eliseo Florida Schmidt deciden subir hasta la cima de los cerros que conforman la cordillera azul para divisar que es lo que había al otro lado de aquella montaña.
Cuando llegaron a la cumbre vieron una inmensa planicie que se asemejaba a un gran mar verde totalmente libre, por lo que deciden organizar un equipo de expedición para ir en pos de su exploración y conquista de nuevas tierras que les permita ampliar su fortuna agrícola y ganadera.

Es así que el 5 de septiembre del año 1967 se inicia la aventura y siguiendo el cauce del Río Pozuzo y tras haber pasado una serie de dificultades y penurias en la ruta, al tener que avanzar aperturando por primera vez el camino rozando y trochando la abundante vegetación, llegan a tocar la parte más alta de la planicie.

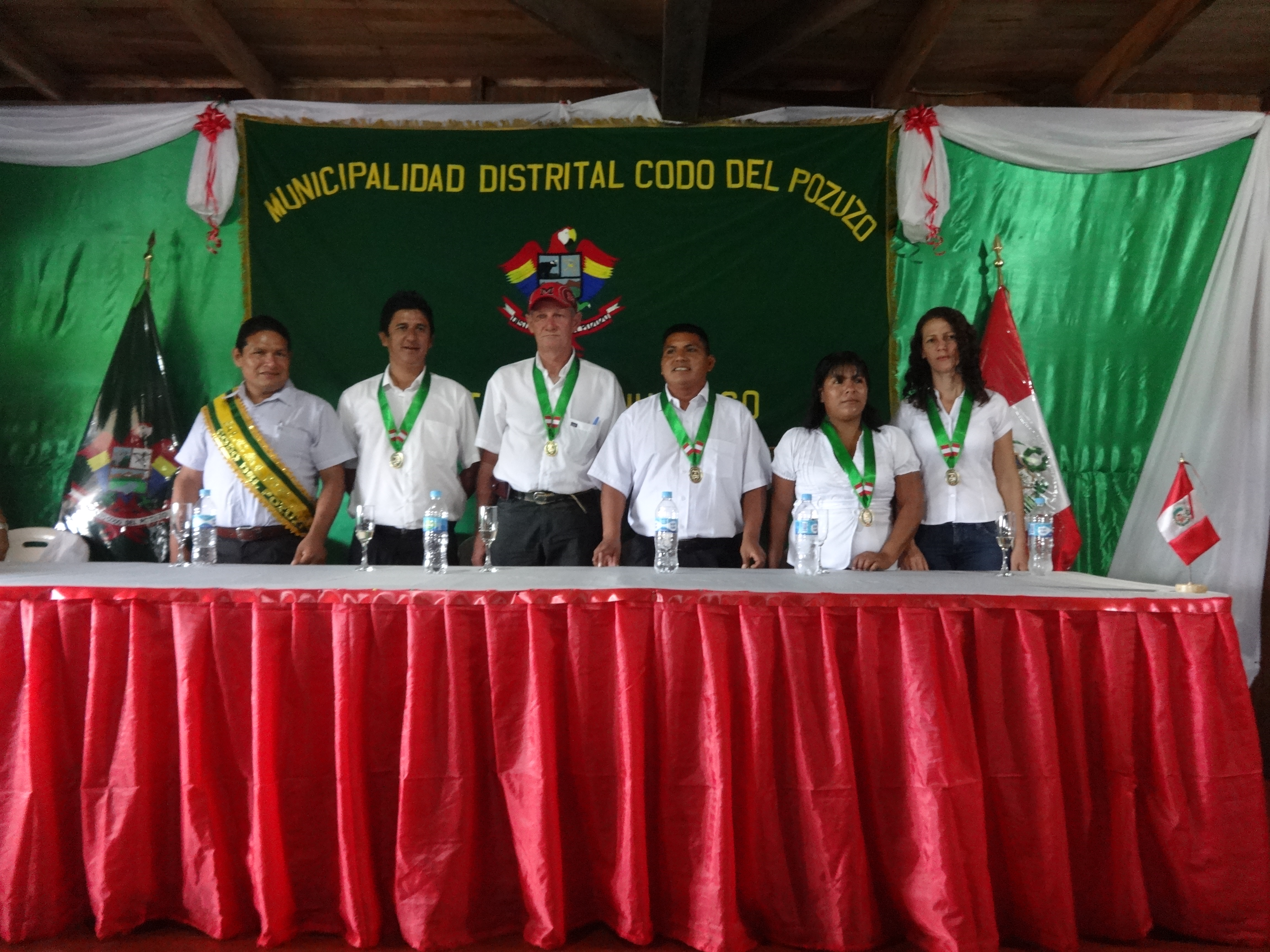
LIC.PEDRO AVALOS TUCTO Y SUS REGIDORES

## Primera Asamblea
En este lugar el caprichoso río Pozuzo después que sus aguas recorre la quebrada entre los cerros, forma un Codo de aproximadamente 145° orientado hacia el noreste de la planicie en exploración a la altura de la unión de las aguas del Río Paco, de allí que los primeros colonos posteriormente deciden ponerle el nombre a esta zona como Codo del Pozuzo, refiriéndose al cambio de recorrido del Río Pozuzo.
En el año 1972, al ver que la población seguía incrementándose con la llegada de otros colonos, los moradores más antiguos deciden y convocan a una asamblea general con la finalidad de elegir al Agente Municipal y teniente gobernador por considerar que ya se había constituido un caserío, es así que en el mes de septiembre de ese mismo año, se eligió como primer Agente Municipal al Sr. Lázaro Florida Schmidt y como primer teniente gobernador al Sr. Sebastián Paz Serrano.
Dos años más tarde y gracias a las gestiones de sus autoridades, se construye un puente sobre el Río Pozuzo, se construyó una pista de aterrizaje para avionetas y también se construyó un local con material rústico de la zona para que funcione como escuela primaria. En el año 1974 se crea Oficialmente el Centro Educativo Nº34324, en ese mismo año llegó el primer profesor llamado Luis Santiago Rengifo Garay , años más tarde le siguen los profesores: Adí Capcha,  Adalberto Berrospi Retis y otros.

## Colonos
Posteriormente se aúnan a esta cruzada de emigrantes, otras familias pozuzinas así como también familias de los vecinos distritos de Chaglla, Panao y Huánuco, cuyo censo que se realizó con fines de una vacunación masiva arrojó como resultado hasta el mes de agosto de 1977 una población de 360 habitantes con un aproximado de 60 viviendas, incluido los alrededores.

## Centro poblado menor
Codo del Pozuzo permaneció como centro poblado menor hasta el 18 de noviembre de 1984, ya que el 19 de noviembre del mismo año, se dicta la Ley Nº23994 que se eleva de Distrito a Provincia a Puerto Inca y de Centro Poblado menor a Distrito a Codo del Pozuzo.
Al cabo de 26 años que se establecieron los primeros pobladores de Codo del Pozuzo, es decir, el año 1993 se llevó a cabo el censo de población y vivienda,   como resultado arrojó una población de 5,422 habitantes y en la actualidad se calcula que esta se haya incrementado en un 61%
www.cododelpozuzo.gob.pe

## Ubicación Política
DISTRITO                    :           Codo del Pozuzo
PROVINCIA                 :           Puerto Inca 
REGIÓN                      :           Huánuco

El Distrito de Codo del Pozuzo ocupa el espacio Central - Oriental del Departamento de Huánuco y el extremo Sur - Oeste con respecto a la Provincia de Puerto Inca.
La mayor extensión territorial se sitúa en zona de selva alta o Rupa Rupa  (entre los 500m.s.n.m. y 1,500m.s.n.m.) según la clasificación de Regiones Naturales de Javier Pulgar Vidal.
Muestra un relieve de vasta llanura con ligeras ondulaciones y con suave declive a lo largo del valle. En su parte alta presenta fuertes pendientes y quebradas estrechas.El Distrito de Codo del Pozuzo es uno de los 5 distritos que conforman la Provincia de Puerto Inca, ubicada en el Departamento de Huánuco, bajo la administración del Gobierno Regional de Huánuco, Perú. La capital del distrito es el pueblo de Codo de Pozuzo.
Los límites del distrito son los siguientes:
Norte: Con los distritos de Padre Abad e Irazola de la Provincia de Padre Abad, Región Ucayali.
Este: Con los distritos de Puerto Inca y Yuyapichis de la Provincia de Puerto Inca.
Sur: Con los distritos de Pozuzo, Palcazu-Iscosazin y Puerto Bermúdez de la Provincia de Oxapampa, Región Pasco.
Oeste: Con los distritos de Daniel Alomía Robles (Provincia de Leoncio Prado), Chinchao, Provincia de Huánuco y Chaglla, Provincia de Pachitea.

## Autoridades

### Municipales
2023-2026 Bach. Der. Tomas Ocampo Tafur, del Movimiento Regional Avanzada Independiente ARI
Regidores: Bedsabe Trinidad Malpartida (ARI), Julio Cesar Ponce Lino (ARI), Ana Jovita Trujillo Retis (ARI) , Hermogenes Marlon Aguilar Zola(ARI) 

Miguel Silva Rios (M.B.V.).
- 2011 - 2014[1]

Bach. Der. Tomas Ocampo Tafur y plana de Regidores

  - Alcalde: Edwin Rosendo Baumann Schaus, del Movimiento Político Hechos y No Palabras (HyNP).
  - Regidores: Oseas Venancio Inocencio (HyNP), Fredy Carrión Bravo (HyNP), Magali Delgado Villaorduña (HyNP), Antonio Serna Doria (HyNP), Cronwell Luis Trinidad Ponce (Luchemos Por Huánuco).[2]
- 2007 - 2010
  - Alcalde: Carlos José Macalupu Caballero.

## Turismo
La falta de una vía de acceso terrestre ha permitido que Codo del Pozuzo crezca lenta pero ordenada y pacíficamente. Ahora con pocos meses para la culminación del Proyecto "Carretera Pozuzo - Codo del Pozuzo" se ve el progreso rápidamente, Codo del Pozuzo se encuentra a la margen izquierda del río Pozuzo justamente a pocos kilómetros de donde el río tiene una modificación de curso muy pronunciada y por lo cual este lugar recibe ese nombre.
Las nueva tendencia turística mundial apunta la visita a lugares (Turismo Rural, Turismo de Montaña, Turismo Amazónico, etc);  donde además de descansar placidamente y salir de la rutina diaria, se logra un mimetismo con el medio ambiente aprendiendo a respetar la naturaleza y las tradiciones culturales que en ella coexisten.
Codo del Pozuzo es un destino especial donde predomina una naturaleza colmada de hermosos paisajes y especialmente habitada por comunidades nativas (Ashaninkas, Catataibos y Yáneshas) que se entrelazaron desde un momento de la historia con Colonos andinos y europeos.
En este Mundo tan especial el producto primordial es el Turismo Rural donde sus principales corrientes son: El Ecoturismo, Etnoturismo, Turismo Participativo- Vivencial, de Aventura, Científico y Místico; basados en la diversidad de flora y fauna silvestre, la riqueza paisajística y las tradiciones ancestrales de sus pobladores. 
Así mismo la “Reserva Comunal El Sira”, constituye el recurso fundamental de toda la zona, con sus cuatro senderos de penetración identificados y con todo el conjunto de plantas y animales que la habitan en sus más de 600 mil hectáreas.
El río Pachitea se encuentra situado en la selva baja central peruana naciendo de la unión de los ríos Pichis y Palcazu en el Departamento de Pasco (sector selva) a unos 260 m s. n. m. Exactamente entre las localidades de Puerto Bermúdez y Ciudad Constitución. Este río presenta un recorrido paralelo a la Carretera Gran Marginal de la Selva, hasta unirse con el Río Ucayali atravesando los departamentos de Huanuco y Ucayali.
El río Palcazu si bien se inicia desde las alturas de Iscozacín, el sector al que nos referiremos es el de la desembocadura del río Pozuzo a este, proveniente del distrito de Codo Del Pozuzo y que integra el área turística en cuestión.
Las características geográficas son homogéneas en toda su extensión presentando, ambos ríos, una corriente tranquila de aguas transparentes entre los meses de mayo y octubre (temporada seca) y aumentando su caudal y fuerza entre los meses restantes (temporada de lluvias). El clima es muy cálido y húmedo con temperatura promedio de 35 grados, pero que fácilmente sobrepasan los 40 grados.
Es decir el Circuito Pachitea – Codo del Pozuzo ofrece alternativas basadas en actividades de ocio y de distracción como las caminatas, ciclismo, canotaje, observación de plantas y animales, observación de estrellas, misticismo, suculenta gastronomía, paseos a caballo y mucha aventura.
Ahora que si bien la infraestructura Turística, es decir hospedajes, restaurantes, transporte y carretera no se encuentran en muy buenas condiciones, vale la pena todo esfuerzo ya que la recompensa de gozar de un lugar así es indescriptible y sólo queda visitar este mundo para cerciorarse con sus propios ojos.https://www.facebook.com/Turismo-en-codo-del-pozuzo-1750738228490964/?ref=aymt_homepage_panel[[c:File:PROMOVIENDO_EL_TURISMO.JPG|https/

## Actividades
Las principales actividades que se llevan a cabo en Codo del Pozuzo, algunos de ellos en las festividades del Distrito, donde muchas veces ponen en prueba las habilidades en deportes y algunas actividades agrícolas y ganaderas de la zona.

Torneo de Cintas, Motocross, Fútbol, Vóley, Pasacalle, Desfile, Concurso de Comidas, Reinado, Quema de Castillos, Fiesta Bailable, Exposición Ganadera,"AGACOP", 

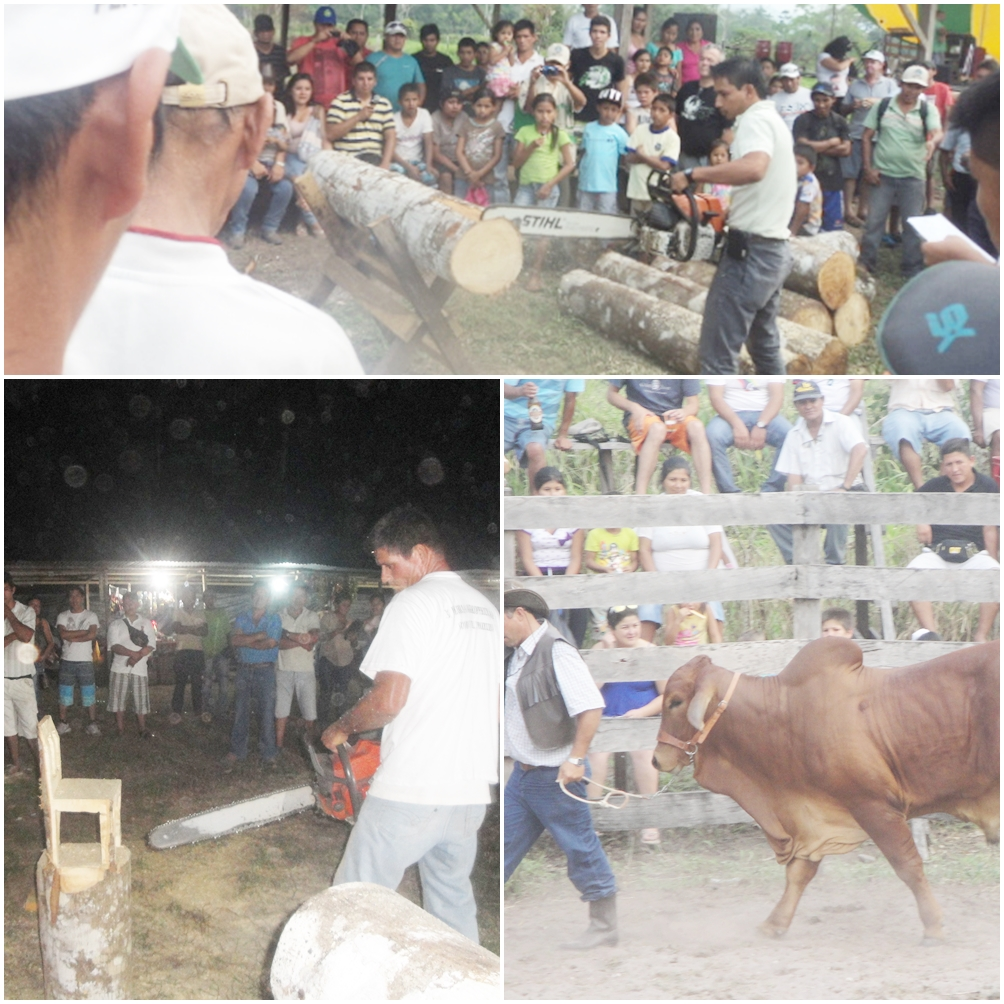
asociación de ganaderos codo del pozuzo

 Aniversario del Club Miguel Grau y Aniversario del Club Peñarol.

## Vías de accesos desde Lima
Para llegar a Codo del Pozuzo existe rutas terrestre, fluvial y aéreo.
Existen diferentes vías de acceso al Distrito de Codo del Pozuzo, los cuales nombraremos y mostraremos el mapa correspondiente:
Terrestre:
1.- Lima - La Oroya - Tarma - La Merced - Oxapampa - Pozuzo - Codo del Pozuzo
2.- Lima - La Oroya - Tarma - La Merced - Villarica - Iscosazin - Mayro- Pto Islería-Codo del Pozuzo.
3.- Lima - La Oroya - Tarma - La Merced - Villarica - Cacazú - Bermúdez -  Palcazú -Codo del Pozuzo
4.- Lima - La Oroya - Cerro de Paso - Huanuco -Tingo María - km 86 - Zúngaro - Palcazu -Codo del Pozuzo.
Terrestre y aéreo (avioneta):
1.- Lima - La Oroya - Tarma - San Ramón (Express Aéreo a Codo del Pozuzo)
2.- Lima - La Oroya - Tarma - La Merced - Oxapampa - Pozuzo (Express aéreo a Codo del Pozuzo).
3.- Lima - La Oroya - Cerro de Pasco - Huanuco -Tingo María -  Pucallpa]] (Express aéreo a Codo del P.)

## Dirección Web URL
- Municipalidad Codo del Pozuzo
- Codo de Pozuzo
- INEI Perú Archivado el 12 de abril de 1997 en Wayback Machine.

- Datos: Q20024777